# Ariodant

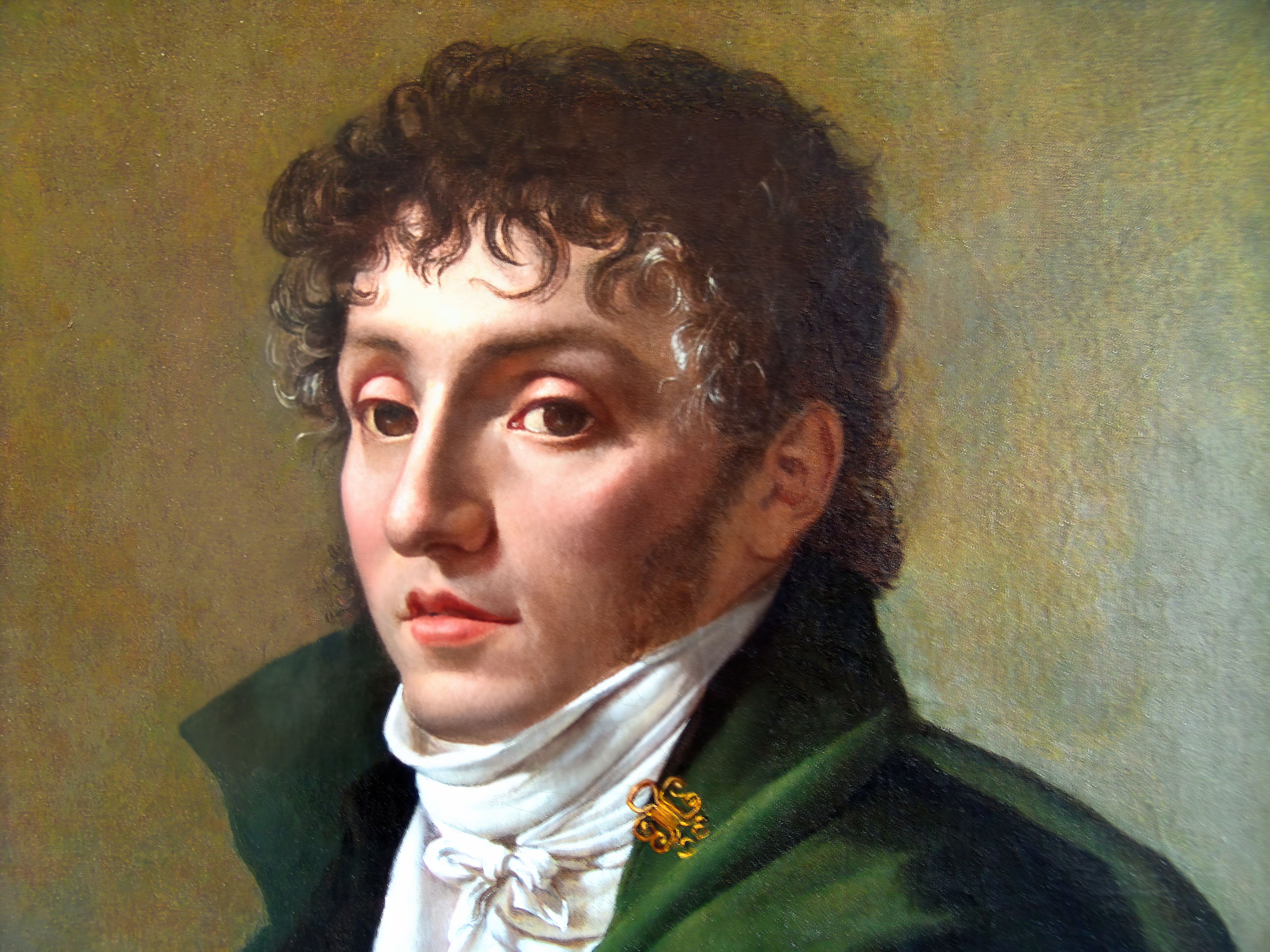
Étienne-Nicolas Méhul

Ariodant är en fransk opera i tre akter med musik av Étienne-Nicolas Méhul och libretto av François-Benoît Hoffman efter Ludovico Ariostos epos Den rasande Roland.

## Historia
Hoffmans libretto bygger på samma tema som i Händels opera Ariodante (1735). Operan hade premiär den 11 oktober 1799 på Opéra-Comique i Paris. Svensk premiär den 27 oktober 1803 på det Gustavianska operahuset i Stockholm.

## Personer
- Ariodant (haute-contre)
- Dalinde (sopran)
- Kung Edgard (baritenor)[1]Jean-Pierre Solié
- Ina, hans dotter (sopran)
- Lurcain (basbaryton)
- Othon (haute-contre)
- En bard (haute-contre)
- En vägvisare (Talroll)
- En annan vägvisare (talroll)

## Handling
Othon har inte lyckats vinna prinsessan Inas hand. När han får höra att han har en rival i Ariodant blir han otroligt svartsjuk. Inas fader, kung Edgard vägrar att lägga sig i dotterns val så Othon planerar att ta över tronen och ber Dalinde om hjälp. Ariodant konfronterar Oton i en duell. Ariodants bror Lurcain anländer för att bevittna duellen. Othon anklagar Ina för att ha brutit sitt kyskhetslöfte. Dalinde klär ut sig till Ariodant och släpper in Othon i sängkammaren. Ariodant tror att Ina har bedragit honom trots Inas löfte om att så inte har skett. Othon säger till Ina att han kan rädda hennes liv genom att hon låtsas att de är hemligt gifta men Ina vägrar att svära falskt. Othon har beordrat att Dalinde ska mördas men Ariodant har räddat henne och bett Dalinde att åter igen förklä sig till Ina. Vid rättegången rusar Othon in och påstår att de redan är gifta men Dalinde avmaskerar sig och berättar sanningen.